# ГАЕС Афурар II
ГАЕС Afourer II – гідроелектростанція у центральній частині Марокко. Розташована на північному схилі Високого Атласу на уеді Ель-Абід (ліва притока найдовшої річки країни Умм-ер-Рбія). 
У своїй середній течії Умм-ер-Рбіа перетинає велику рівнину Тадла (Бені-Мусса). З її південного боку проходить гірський хребет, що відділяє долину уеду Ель-Абід, рівень якого приблизно на 200 метрів вище від рівня Тадли. З початку 1950-х тут працювала дериваційна схема ГЕС Афурар, яка забезпечувала перекидання води з Ель-Абіду для зрошення Тадли та одночасно виробляла електроенергію завдяки зазначеному перепаду висот. На початку 2000-х в цьому районі також створили гідроакумулюючу станцію, яка використовує можливості вапнякового масиву Djebel Tazerkount, що відділяє рівнину Тадли від долини уеду Ель-Абід. На ньому створили верхній резервуар з об’ємом 1,26 млн м3, з яким можуть працювати два машинні зали: 
- обладнаний двома оборотними турбінами типу Френсіс потужністю по 172,5 МВт, котрі використовують як нижній резервуар водосховище Ait Ouarda на уеді Ель-Абід (нижній балансуючий реервуар ГЕС Bin el Ouidane). На цьому напрямку створюється напір у 600 метрів;
- обладнаний двома оборотними турбінами типу Френсіс потужністю по 60 МВт, котрі використовують як нижній резервуар штучну водойму об’ємом 1,26 млн м3 на рівнині Тадла. Ця частина схеми працює з напором у 800 метрів.
Особливістю ГАЕС є те, що турбіни можут працювати з різними режимами, що оптимізує перетоки води для використання на зрошення рівнини Тадла.
Зв’язок з енергосистемою здійснюється по ЛЕП, що працює під напругою 220 кВ.
Вартість проекту, профінансованого Arab Fund for Economic & Social Development, склала 220 млн доларів США.